# Martí Amagat i Matamala
Martí Amagat i Matamala (Banyoles el 27 d'agost de 1931 - 21 de maig de 2011) fou un poeta català. Poeta de gran sensibilitat, té publicada una importat sèrie de llibres de poesia. Va ser rector d'Arenys de Mar durant 32 anys.

## Biografia
Va estudiar la carrera eclesiàstica al Seminari de Girona. El 4 de juliol de 1954 va cantar missa a la catedral de Girona. Tot seguit va exercir com a sacerdot primer essent vicari de Llagostera i després, de vicari de la Bisbal d'Empordà, el 1955.
De 1956 a 1974 va ser director de la Casa Missió de Banyoles i de 1971 a 1974 ho va compaginar fent també de director del Departament de Catequesi per Adults.
De 1974 a 1985, va ser rector de la parròquia de Santa Maria d'Arenys de Mar. De 1978 a 1981, va encapçalar l'arxiprestat del Maresme. Des de 1985 a 2006, va tornar al càrrec inicial de rector d'Arenys de Mar, localitat d'on va ésser elegit personatge de l'any 2006. De 1998 a 2003, va pertànyer al Col·legi de Consultors. Finalment des de 2006 s'havia jubilat residint amb el seu germà i nebots a la parròquia de Santa Maria de Banyoles, on li va arribar la mort.

## Obra publicada[5]
- L'escàlem : homilies del cicle A

(Martí Amagat i Matamala)
Editorial: Arenys de Mar : Llibreria El Set-ciències, 2001.
- L'escàlem : homilies del cicle B

(Martí Amagat i Matamala)
Editorial: [Arenys de Mar] : Llibreria El Set-ciències, [1999]
- La Betània d'Arenys

(Martí Amagat i Matamala)
Editorial: Maçaners [Barcelona] Abadia 2008.
- Las virtudes de andar por casa

(Martí Amagat i Matamala)
Editorial: Barcelona Santandreu 1999.
- El mar al cor i als ulls la platja

(Martí Amagat i Matamala) 
Editorial: Arenys de Mar Confraria de Pescadors San Telm D.L. 1995.
- Amics i amants : "camineu en l'amor", Efesis, 5,2

per Martí Amagat i Matamala
Editorial: Barcelona Santandreu 2001.
- Amants i amics : "camineu en l'amor", Efesis, 5,2

Editorial: Barcelona Santandreu 2000.
- El nostre vers de cada dia

(Martí Amagat i Matamala; Josep Montmany i Vidal
Editorial: Arenys de Mar [s.n.] 1989
- Nadales a tres veus

(Martí Amagat i Matamala; Enric Bahí i Regincós; Didac Fa)igig
Editorial: Maçaners, L'Alt Berguedà Abadia 2007.
- L'escàlem Homilies del cicle

Editorial: Arenys de Mar El Set-ciències [1997]
- Les virtuts d'estar per casa

per Martí Amagat i Matamala
Editorial: Barcelona Santandreu 1993.
- Homilies d'un rector de poble : cicle B

per Martí Amagat i Matamala; Mateu Sanclimens i Serra
Editorial: Arenys de Mar La Copistería 1990.
- Goigs a llaor del gloriós màrtir Sant Zenon patró de la vila d'Arenys de Mar

per Martí Amagat i Matamala; Domènec Moner i Basart
Editorial: Vilanova i la Geltrú Ricard Vives i Sabaté D.L. 1981.
- L'escàlem : homilies del cicle B

per Martí Amagat i Matamala
Editorial: Arenys de Mar : Set-Ciències, Llibreria, ©1999.
- L'ombra blanca

per Martí Amagat i Matamala
Editorial: Barcelona : Santandreu, 2004.